# Caliente (California)
Caliente (in precedenza nota come Allen's Camp e Agua Caliente) è un'area non incorporata della contea di Kern, in California. Situata a 22 miglia (35 km) a est-sud-est di Bakersfield, si trova ad un'altitudine di 1 312 piedi (400 m).
Caliente ha una popolazione di 1.019 abitanti. I numeri di telefono di Caliente seguono il formato (661) 867-xxxx e lo ZIP Code è 93518. Si trova a sud di una piccola comunità chiamata Walker Basin nella stessa area di scambio telefonico.